# Лисиця Віталій Олексійович
Віта́лій Олексі́йович Лиси́ця (1975—2024) — український військовослужбовець, учасник російсько-української війни. Герой України (2024, посмертно).

## Життєпис
Народився 1 січня 1975 року в селі Киданівка Київської області, з 2005 року проживав у Фастові. Після закінчення середньої школи вступив до технікуму, здобув диплом агронома. Потім вступив до НАУ, здобув диплом з кваліфікацією інженера-механіка. 2005 року у молодих батьків народилася донька Дарина. Працював в ТОВ “Меркс interio”. 
З початком повномасштабного вторгнення від березня 2022 року долучився до лав збройних сил України. 
Загинув 10 травня 2024 року поблизу міста Часів Яр.

## Нагороди
- Звання Герой України з удостоєнням ордена Золота Зірка (2024, посмертно)[3].